# Юнацька збірна Італії з футболу (U-17)
Юнацька збірна Італії з футболу (U-17) — національна футбольна збірна Італії, що складається із гравців віком до 17 років. Керівництво командою здійснює Італійська федерація футболу. До зміни формату юнацьких чемпіонатів Європи у 2001 році функціонувала як збірна до 16 років.
Головним континентальним турніром для команди є Юнацький чемпіонат Європи з футболу (U-17), успішний виступ на якому дозволяє отримати путівку на Чемпіонат світу (U-17). Також може брати участь у товариських і регіональних змаганнях.

## Чемпіонат світу (U-17)
| Статистика чемпіонатів світу (U-16/17) | Статистика чемпіонатів світу (U-16/17) | Статистика чемпіонатів світу (U-16/17) | Статистика чемпіонатів світу (U-16/17) | Статистика чемпіонатів світу (U-16/17) | Статистика чемпіонатів світу (U-16/17) | Статистика чемпіонатів світу (U-16/17) | Статистика чемпіонатів світу (U-16/17) | Статистика чемпіонатів світу (U-16/17) |
| Рік                                    | Раунд                                  | Місце                                  | І                                      | В                                      | Н                                      | П                                      | Г+                                     | Г-                                     |
| -------------------------------------- | -------------------------------------- | -------------------------------------- | -------------------------------------- | -------------------------------------- | -------------------------------------- | -------------------------------------- | -------------------------------------- | -------------------------------------- |
| 1985                                   | груповий етап                          | 13-е                                   | 3                                      | 1                                      | 0                                      | 2                                      | 3                                      | 4                                      |
| 1987                                   | четверте місце                         | 4-е                                    | 6                                      | 3                                      | 1                                      | 2                                      | 8                                      | 4                                      |
| 1989                                   | не кваліфікувалася                     | не кваліфікувалася                     | не кваліфікувалася                     | не кваліфікувалася                     | не кваліфікувалася                     | не кваліфікувалася                     | не кваліфікувалася                     | не кваліфікувалася                     |
| 1991                                   | груповий етап                          | 10-е                                   | 3                                      | 0                                      | 2                                      | 1                                      | 2                                      | 3                                      |
| 1993                                   | груповий етап                          | 10-е                                   | 3                                      | 0                                      | 1                                      | 2                                      | 1                                      | 6                                      |
| 1995                                   | не кваліфікувалася                     | не кваліфікувалася                     | не кваліфікувалася                     | не кваліфікувалася                     | не кваліфікувалася                     | не кваліфікувалася                     | не кваліфікувалася                     | не кваліфікувалася                     |
| 1997                                   | не кваліфікувалася                     | не кваліфікувалася                     | не кваліфікувалася                     | не кваліфікувалася                     | не кваліфікувалася                     | не кваліфікувалася                     | не кваліфікувалася                     | не кваліфікувалася                     |
| 1999                                   | не кваліфікувалася                     | не кваліфікувалася                     | не кваліфікувалася                     | не кваліфікувалася                     | не кваліфікувалася                     | не кваліфікувалася                     | не кваліфікувалася                     | не кваліфікувалася                     |
| 2001                                   | не кваліфікувалася                     | не кваліфікувалася                     | не кваліфікувалася                     | не кваліфікувалася                     | не кваліфікувалася                     | не кваліфікувалася                     | не кваліфікувалася                     | не кваліфікувалася                     |
| 2003                                   | не кваліфікувалася                     | не кваліфікувалася                     | не кваліфікувалася                     | не кваліфікувалася                     | не кваліфікувалася                     | не кваліфікувалася                     | не кваліфікувалася                     | не кваліфікувалася                     |
| 2005                                   | груповий етап                          | 13-е                                   | 3                                      | 1                                      | 1                                      | 1                                      | 6                                      | 7                                      |
| 2007                                   | не кваліфікувалася                     | не кваліфікувалася                     | не кваліфікувалася                     | не кваліфікувалася                     | не кваліфікувалася                     | не кваліфікувалася                     | не кваліфікувалася                     | не кваліфікувалася                     |
| 2009                                   | чвертьфінали                           | 6-е                                    | 5                                      | 3                                      | 1                                      | 1                                      | 6                                      | 4                                      |
| 2011                                   | не кваліфікувалася                     | не кваліфікувалася                     | не кваліфікувалася                     | не кваліфікувалася                     | не кваліфікувалася                     | не кваліфікувалася                     | не кваліфікувалася                     | не кваліфікувалася                     |
| 2013                                   | 1/8 фіналу                             | 13-е                                   | 4                                      | 2                                      | 0                                      | 2                                      | 3                                      | 5                                      |
| 2015                                   | не кваліфікувалася                     | не кваліфікувалася                     | не кваліфікувалася                     | не кваліфікувалася                     | не кваліфікувалася                     | не кваліфікувалася                     | не кваліфікувалася                     | не кваліфікувалася                     |
| 2017                                   | не кваліфікувалася                     | не кваліфікувалася                     | не кваліфікувалася                     | не кваліфікувалася                     | не кваліфікувалася                     | не кваліфікувалася                     | не кваліфікувалася                     | не кваліфікувалася                     |
| 2019                                   | чвертьфінали                           | не визначено                           | 5                                      | 3                                      | 0                                      | 2                                      | 9                                      | 5                                      |
| 2021                                   | не визначено                           | не визначено                           | не визначено                           | не визначено                           | не визначено                           | не визначено                           | не визначено                           | не визначено                           |
| Усього                                 | 8/18                                   | 4-е                                    | 32                                     | 13                                     | 6                                      | 13                                     | 38                                     | 38                                     |